# 続・だってしょうがないじゃない
「続・だってしょうがないじゃない」（ぞく・だってしょうがないじゃない）は、1988年10月10日に発売された和田アキ子の49枚目のシングル。

## 解説
- 作詞は川村真澄、作曲は馬飼野康二。
- ヒットした「だってしょうがないじゃない」の続編。和田自身の「珍しい続編物」と公式サイトでコメントしている。
- 前作とメロディは同一（ただし一部構成が異なる）。歌詞、および編曲が異なり、当作品は作曲の馬飼野自身が編曲している。
- ジャケットでは「だってしょうがないじゃない」との両A面と書かれており、2曲目に収録している。

## 収録曲
（全作詞：川村真澄／作曲：馬飼野康二）
1. 続・だってしょうがないじゃない [4:42]
編曲：馬飼野康二
2. だってしょうがないじゃない [4:13]
編曲：矢島賢